# Liste der Einträge im National Register of Historic Places im Cass County (Illinois)

Lage des Cass County in Illinois

Die Liste der Einträge im National Register of Historic Places im Cass County in Illinois führt alle Bauwerke und historischen Stätten im Cass County auf, die in das National Register of Historic Places aufgenommen wurden.

## Aktuelle Einträge
| [ 2 ] | Name                         | Bild                         | Eintragsdatum        | Lage                                                                               | Ort        | Beschreibung |
| ----- | ---------------------------- | ---------------------------- | -------------------- | ---------------------------------------------------------------------------------- | ---------- | ------------ |
| 1     | Beardstown Grand Opera House | Beardstown Grand Opera House | 2000 ID-Nr. 00000471 | 121 State Street 40° 1′ 3″ N, 90° 26′ 3″ W                                         | Beardstown |              |
| 2     | Andrew Cunningham Farm       | Andrew Cunningham Farm       | 1975 ID-Nr. 75000641 | Rund 4 km östlich von Virginia abseits der Gridley Road 39° 57′ 5″ N, 90° 9′ 30″ W | Virginia   |              |

## Frühere Einträge
| [ 2 ] | Name       | Bild | Eintragsdatum        | Lage                                              | Ort        | Beschreibung                     |
| ----- | ---------- | ---- | -------------------- | ------------------------------------------------- | ---------- | -------------------------------- |
| 1     | Park House |      | 1983 ID-Nr. 83000304 | 200 West 2nd Street 40° 2′ 40″ N, 89° 42′ 51,7″ W | Beardstown | 1995 aus dem Register gestrichen |